# Corticarina centralis
Corticarina centralis is een keversoort uit de familie schimmelkevers (Latridiidae). De wetenschappelijke naam van de soort werd in 1902 gepubliceerd door David Sharp.